# Canek (nombre)
Canek es un nombre de pila masculino de origen maya (kaan éekꞌ) cuyo significado es "serpiente negra".

## Obra literaria
Canek es el título de la obra más conocida del escritor y periodista yucateco Ermilo Abreu Gómez. Con respecto al origen de este libro, su autor menciona:

Así se escribió Canek

Acaso al amigo lector le gustará conocer la historia de este libro. Cuando era yo niño acompañaba a mi padre por tierras de Yucatán. Mientras mi padre realizaba las diligencias de sus negocios yo me quedaba en la posada rodeado de indios mayas. Por la noche, después de la cena, junto al fogón de la cocina, aquellos hombres se ponían a contar historias y leyendas de la región. Una de ellas
se relacionaba con la vida de Canek. Sus aventuras y sus sentencias quedaron grabadas en mi memoria.

Canek, bueno o malo, es el libro que mejor reﬂeja mi dolor por el dolor de los humildes, de los indios de mi tierra. Si su lectura aviva la conciencia del hombre frente a la injusticia, me tendré por satisfecho.
Ermilo Abreu Gómez.

## Personajes célebres
- Canek, último Halach uinik de Chichén Itzá, que según una leyenda maya, raptó a la princesa Sac-Nicté.
- Jacinto Canek, líder rebelde maya que encabezó la rebelión en contra de los españoles, en Cisteil, Yucatán, México (1761).
- Canek, luchador profesional mexicano.
- Canek Sánchez Guevara nieto del Che Guevara
- Alejandro Canek Vázquez Góngora, político mexicano.
- Fernando Canek, actor y director mexicano, hijo de Fernando Luján.

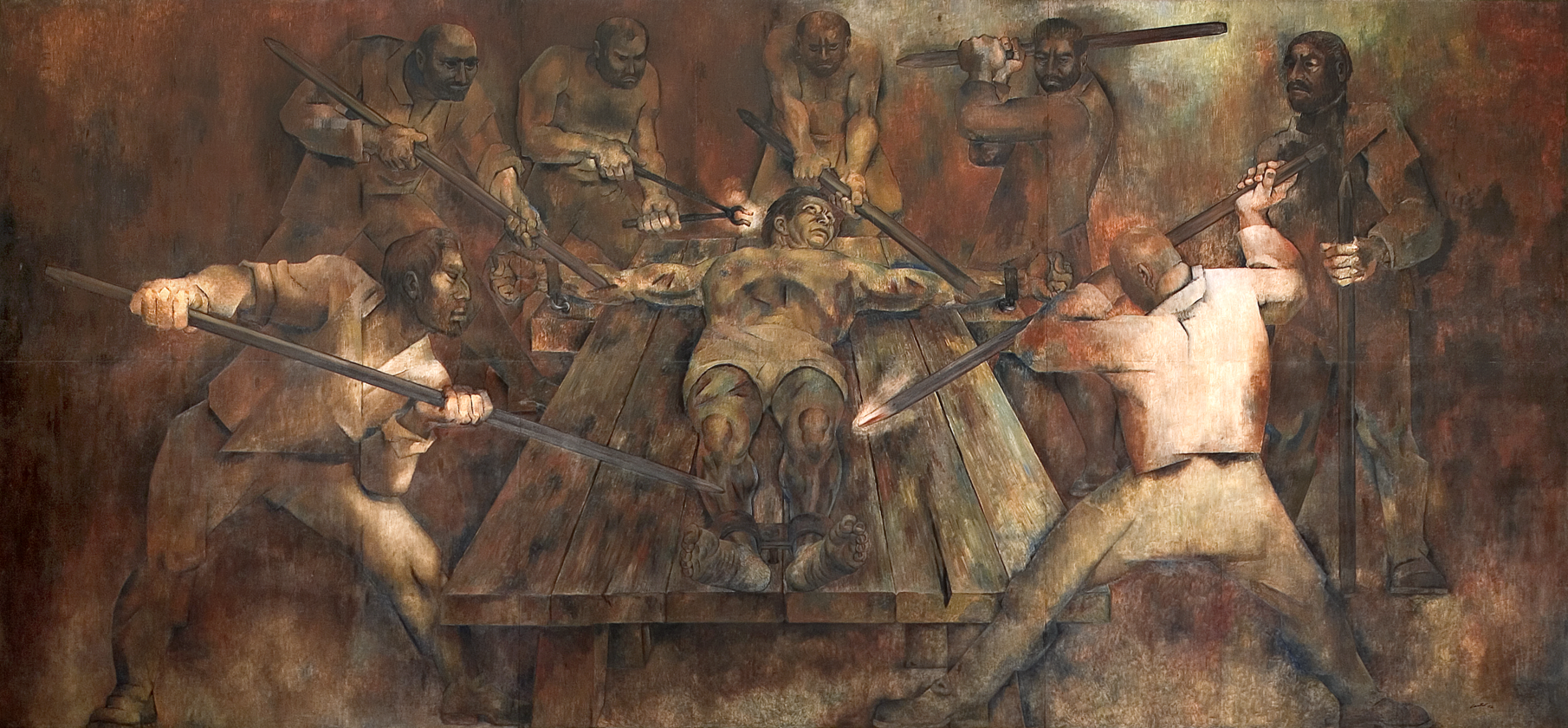
Suplicio de Jacinto Canek, mural realizado por Fernando Castro Pacheco en el Palacio de Gobierno de Yucatán, México.

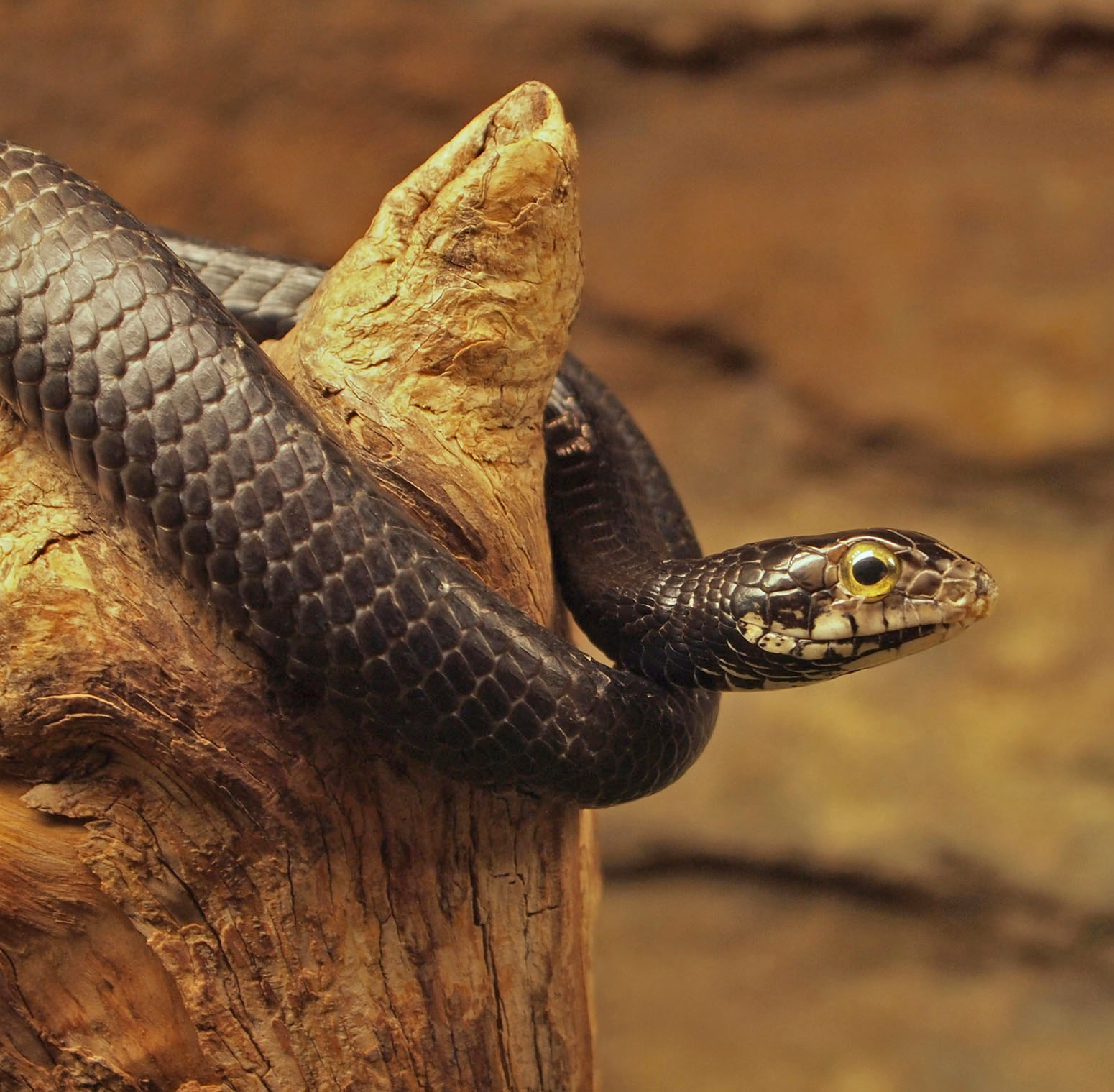
Serpiente negra

- Leyenda de la princesa Sac-Nicté
- Chichén Itzá
- Antonio Mediz Bolio
- Ermilo Abreu Gómez